# Sergentomyia pakistanica
Sergentomyia pakistanica är en tvåvingeart som beskrevs av Mikhail Mikhailovich Artemiev och Safianova 1974. Sergentomyia pakistanica ingår i släktet Sergentomyia och familjen fjärilsmyggor. Inga underarter finns listade i Catalogue of Life.